# Gugark
Gugark – wieś w Armenii, w prowincji Lorri. W 2011 roku liczyła 4278 mieszkańców.